# Sivas (circonscription électorale)
Pour les articles homonymes, voir Sivas (homonymie).
La circonscription électorale de Sivas correspond à la province du même nom et envoie 5 députés à la Grande assemblée nationale de Turquie.

## Composition
La circonscription de Sivas est divisée en 17 districts (ilçe). Chaque district est composé d'un chef-lieu et de municipalités (communes et villages).

## Résultats électoraux

### Élections législatives de novembre 2015
| Partis                   | Partis                                        | Voix | %   | Sièges | +/-           | Élus                                                           |
| ------------------------ | --------------------------------------------- | ---- | --- | ------ | ------------- | -------------------------------------------------------------- |
|                          | Parti de la justice et du développement (AKP) |      |     | 4      | 1             | İsmet Yılmaz, Hilmi Bilgin, Selim Dursun et Mehmet Habib Soluk |
|                          | Parti républicain du peuple (CHP)             |      |     | 1      | en stagnation | Ali Akyıldız                                                   |
|                          |                                               |      |     |        |               |                                                                |
| Total                    | Total                                         |      | 100 | 5      | en stagnation | -                                                              |
| Inscrits / participation |                                               |      |     |        |               |                                                                |

### Élections législatives de 2018
| Partis                   | Partis                                        | Voix    | %     | Sièges | +/-           | Élus                                              |
| ------------------------ | --------------------------------------------- | ------- | ----- | ------ | ------------- | ------------------------------------------------- |
|                          | Parti de la justice et du développement (AKP) | 223 575 | 54,62 | 3      | 1             | İsmet Yılmaz, Mehmet Habib Soluk et Semiha Ekinci |
|                          | Parti d'action nationaliste (MHP)             | 77 772  | 19,00 | 1      | 1             | Ahmet Özyürek                                     |
|                          | Parti républicain du peuple (CHP)             | 62 345  | 15,23 | 1      | en stagnation | Ulaş Karasu                                       |
|                          | Le Bon Parti (İYİ)                            | 27 987  | 6,84  | 0      | Nv.           |                                                   |
|                          | Parti démocratique des peuples (HDP)          | 8 991   | 2,20  | 0      | en stagnation |                                                   |
|                          | Parti de la félicité (SP)                     | 7 196   | 1,76  | 0      | en stagnation |                                                   |
|                          | Parti patriote (VATAN)                        | 648     | 0,16  | 0      | en stagnation |                                                   |
|                          | Parti de la cause libre (HÜDA PAR)            | 547     | 0,13  | 0      | en stagnation |                                                   |
|                          | Indépendants (Ind.)                           | 266     | 0,06  | 0      | en stagnation |                                                   |
|                          |                                               |         |       |        |               |                                                   |
| Total                    | Total                                         | 409 327 | 100   | 5      | en stagnation | -                                                 |
| Inscrits / participation | Inscrits / participation                      | 450 597 | 89,72 |        |               |                                                   |

### Élections législatives de 2023
| Partis                   | Partis                                        | Voix    | %     | Sièges | +/-           | Élus                                     |
| ------------------------ | --------------------------------------------- | ------- | ----- | ------ | ------------- | ---------------------------------------- |
|                          | Parti de la justice et du développement (AKP) | 169 729 | 40,62 | 3      | en stagnation | Abdullah Güler, Hakan Aksu et Rukiye Toy |
|                          | Parti d'action nationaliste (MHP)             | 75 299  | 18,02 | 1      | en stagnation | Ahmet Özyürek                            |
|                          | Parti républicain du peuple (CHP)             | 68 389  | 16,37 | 1      | en stagnation | Ulaş Karasu                              |
|                          | Parti de la grande unité (BBP)                | 41 666  | 9,97  | 0      | en stagnation |                                          |
|                          | Le Bon Parti (İYİ)                            | 30 284  | 7,25  | 0      | en stagnation |                                          |
|                          | Nouveau parti de la prospérité (YRP)          | 14 273  | 3,42  | 0      | Nv.           |                                          |
|                          | Parti de la victoire (ZP)                     | 7 448   | 1,78  | 0      | Nv.           |                                          |
|                          | Parti de la gauche verte (YSP)                | 3 114   | 0,75  | 0      | en stagnation |                                          |
|                          | Parti de la patrie (M)                        | 2 188   | 0,52  | 0      | Nv.           |                                          |
|                          | Parti des travailleurs de Turquie (TIP)       | 1 921   | 0,46  | 0      | en stagnation |                                          |
|                          | Parti de la route nationale (MYP)             | 964     | 0,23  | 0      | Nv.           |                                          |
|                          | Parti de l'union du pouvoir (GBP)             | 317     | 0,08  | 0      | Nv.           |                                          |
|                          | Parti des droits et libertés (HAK)            | 273     | 0,07  | 0      | en stagnation |                                          |
|                          | Parti de la nation (MP)                       | 253     | 0,06  | 0      | en stagnation |                                          |
|                          | Parti communiste de Turquie (TKP)             | 238     | 0,06  | 0      | en stagnation |                                          |
|                          | Parti patriote (VATAN)                        | 225     | 0,05  | 0      | en stagnation |                                          |
|                          | Parti de gauche (SOL)                         | 189     | 0,05  | 0      | en stagnation |                                          |
|                          | Parti de libération du peuple (HKP)           | 177     | 0,04  | 0      | en stagnation |                                          |
|                          | Mouvement communiste (TKH)                    | 84      | 0,02  | 0      | Nv.           |                                          |
|                          | Parti de l'innovation (YP)                    | 60      | 0,01  | 0      | Nv.           |                                          |
|                          | Parti de la justice (AP)                      | 27      | 0,01  | 0      | Nv.           |                                          |
|                          | Parti de la justice et de l'unité (AB)        | 19      | 0,00  | 0      | Nv.           |                                          |
|                          | Parti jeune (GP)                              | 15      | 0,00  | 0      | en stagnation |                                          |
|                          | Parti de la mère patrie (ANAP)                | 12      | 0,00  | 0      | en stagnation |                                          |
|                          | Indépendants (Ind.)                           | 667     | 0,16  | 0      | en stagnation |                                          |
|                          |                                               |         |       |        |               |                                          |
| Total                    | Total                                         | 417 831 | 100   | 5      | en stagnation | -                                        |
| Inscrits / participation | Inscrits / participation                      | 460 697 | 89,22 |        |               |                                          |